# NGC 942
NGC 942 (również PGC 9458) – galaktyka spiralna (S0-a), znajdująca się w gwiazdozbiorze Wieloryba. Odkrył ją Frank Muller w 1886 roku. Oddziałuje grawitacyjnie z sąsiednią NGC 943, wraz z nią została skatalogowana jako Arp 309 w Atlasie Osobliwych Galaktyk Haltona Arpa. NGC 942 jest tą bardziej wysuniętą na południe galaktyką w tej parze, jednak niektóre katalogi astronomiczne błędnie identyfikują je odwrotnie.